# Pronombres en inglés
Los pronombres del inglés son los elementos deícticos que pueden referirse a una entidad que interviene en la predicación verbal en el idioma inglés. Desde el punto de vista semántico no tienen referencia fija sino contextual. Los pronombres del inglés pueden clasificarse en al menos cinco tipos:
- Pronombres personales
- Pronombres interrogativos
- Pronombres relativos
- Pronombres genéricos
- Pronombres recíprocos

## Pronombres interrogativos
Los pronombres interrogativos son who, whom, whose, which y what (también con el sufijo -ever). Se usan principalmente en oraciones interrogativas para hacer preguntas. Por ejemplo:
- What's wrong? (= ¿Qué pasa?)
- Which bus stop is closer? (= ¿Qué parada de autobús está más cerca?)

Todos los pronombres interrogativos también pueden usarse como pronombres relativos, aunque what tiene un uso bastante limitado en este sentido.